# Agarista minensis
Agarista minensis är en ljungväxtart som först beskrevs av Auguste François Marie Glaziou och Hermann Sleumer, och fick sitt nu gällande namn av W.S. Judd. Agarista minensis ingår i släktet Agarista och familjen ljungväxter. Inga underarter finns listade i Catalogue of Life.